# Saison 2022-2023 des Spurs de San Antonio
La saison 2022-2023 des Spurs de San Antonio est la 56e saison de la franchise et la 47e au sein de la National Basketball Association (NBA). C'est la 50e saison dans la région de San Antonio au Texas.
Le 7 mars, les Spurs sont éliminés de la course aux playoffs pour la 4e saison consécutive et ils finissent la saison régulière avec un bilan de 22-60, leur pire bilan depuis la saison 1996-1997. La franchise termine à la dernière place de la conférence Ouest et de leur division.

## Draft
| Tour | Choix | Joueur           | Poste | Nationalité        | Provenance                   |
| ---- | ----- | ---------------- | ----- | ------------------ | ---------------------------- |
| 1    | 9     | Jeremy Sochan    | F     | États-Unis Pologne | Bears de Baylor              |
| 1    | 20    | Malaki Branham   | G     | États-Unis         | Buckeyes d'Ohio State        |
| 1    | 25    | Blake Wesley     | G     | États-Unis         | Fighting Irish de Notre Dame |
| 2    | 38    | Kennedy Chandler | G     | États-Unis         | Volunteers du Tennessee      |

## Matchs

### Summer League
| Summer League Total: 1-4 |

| Match | Date match | Équipe       | Score   | Meilleur marqueur   | Meilleur rebondeur     | Meilleur passeur      | Lieux Spectateurs      | Série |
| ----- | ---------- | ------------ | ------- | ------------------- | ---------------------- | --------------------- | ---------------------- | ----- |
| 1     | 8 juillet  | Cleveland    | D 90-99 | Primo, Wesley (20)  | Barlow, Days (7)       | D. J. Stewart Jr. (6) | Cox Pavilion 0         | 0 - 1 |
| 2     | 10 juillet | Golden State | D 85-86 | Blake Wesley (22)   | Darius Days (12)       | Joshua Primo (4)      | Thomas & Mack Center 0 | 0 - 2 |
| 3     | 11 juillet | Houston      | D 84-97 | Malaki Branham (20) | Darius Days (11)       | Blake Wesley (4)      | Thomas & Mack Center 0 | 0 - 3 |
| 4     | 14 juillet | Atlanta      | D 86-87 | Blake Wesley (20)   | Josh Carlton (9)       | Blake Wesley (6)      | Cox Pavilion 0         | 0 - 4 |
| 5     | 16 juillet | Memphis      | V 90-87 | Malaki Branham (23) | Robert Woodard II (10) | Blake Wesley (5)      | Thomas & Mack Center 0 | 1 - 4 |

### Pré-saison
| Pré-saison Total: 1-4 (Domicile : 0-3; Extérieur : 1-1) |

| Match | Date match | Équipe              | Score     | Meilleur marqueur   | Meilleur rebondeur | Meilleur passeur    | Lieux Spectateurs              | Série |
| ----- | ---------- | ------------------- | --------- | ------------------- | ------------------ | ------------------- | ------------------------------ | ----- |
| 1     | 2 octobre  | @ Houston           | D 96-134  | Devin Vassell (13)  | Jakob Pöltl (10)   | Collins, Wesley (4) | Toyota Center 10 640           | 0 - 1 |
| 2     | 6 octobre  | Orlando             | D 99-102  | Doug McDermott (14) | Pöltl, Roby (6)    | Devin Vassell (5)   | AT&T Center 11 561             | 0 - 2 |
| 3     | 9 octobre  | La Nouvelle-Orléans | D 97-111  | Doug McDermott (14) | Gorgui Dieng (9)   | Gorgui Dieng (4)    | AT&T Center 18 193             | 0 - 3 |
| 4     | 11 octobre | @ Utah              | V 111-104 | Devin Vassell (24)  | Quatre joueurs (5) | Jakob Pöltl (5)     | Vivint Smart Home Arena 13 887 | 1 - 3 |
| 5     | 13 octobre | Oklahoma City       | D 112-118 | Joshua Primo (23)   | Jakob Pöltl (10)   | Jakob Pöltl (5)     | AT&T Center 13 836             | 1 - 4 |

### Saison régulière
| Saison régulière Total: 22-60 (Domicile : 14-27; Extérieur : 8-33) |

| Match | Date match | Équipe         | Score     | Meilleur marqueur    | Meilleur rebondeur  | Meilleur passeur     | Lieux Spectateurs            | Série |
| ----- | ---------- | -------------- | --------- | -------------------- | ------------------- | -------------------- | ---------------------------- | ----- |
| 1     | 19 octobre | Charlotte      | D 102-129 | Keldon Johnson (20)  | Keldon Johnson (11) | Joshua Primo (5)     | AT&T Center 16 236           | 0 - 1 |
| 2     | 21 octobre | @ Indiana      | V 137-134 | Josh Richardson (27) | Jakob Pöltl (8)     | Keldon Johnson (7)   | Gainbridge Fieldhouse 12 073 | 1 - 1 |
| 3     | 22 octobre | @ Philadelphie | V 114-105 | Devin Vassell (22)   | Jakob Pöltl (11)    | Gorgui Dieng (5)     | Wells Fargo Center 19 822    | 2 - 1 |
| 4     | 24 octobre | @ Minnesota    | V 115-106 | Devin Vassell (23)   | Jakob Pöltl (14)    | Tre Jones (8)        | Target Center 15 347         | 3 - 1 |
| 5     | 26 octobre | @ Minnesota    | D 122-134 | Keldon Johnson (27)  | Jakob Pöltl (10)    | Josh Richardson (10) | Target Center 16 165         | 3 - 2 |
| 6     | 28 octobre | Chicago        | V 129-124 | Devin Vassell (33)   | Jakob Pöltl (13)    | Tre Jones (8)        | AT&T Center 16 562           | 4 - 2 |
| 7     | 30 octobre | Minnesota      | V 107-98  | Keldon Johnson (25)  | Jakob Pöltl (14)    | Keldon Johnson (8)   | AT&T Center 15 053           | 5 - 2 |

| Match | Date match  | Équipe              | Score          | Meilleur marqueur     | Meilleur rebondeur  | Meilleur passeur   | Lieux Spectateurs       | Série  |
| ----- | ----------- | ------------------- | -------------- | --------------------- | ------------------- | ------------------ | ----------------------- | ------ |
| 8     | 2 novembre  | Toronto             | D 100-143      | Keita Bates-Diop (17) | Collins, Jones (8)  | Tre Jones (7)      | AT&T Center 12 155      | 5 - 3  |
| 9     | 4 novembre  | L.A. Clippers       | D 106-113      | Devin Vassell (29)    | Trois joueurs (7)   | Tre Jones (6)      | AT&T Center 12 603      | 5 - 4  |
| 10    | 5 novembre  | @ Denver            | D 101-126      | Keldon Johnson (25)   | Jakob Pöltl (8)     | Tre Jones (7)      | Ball Arena 19 641       | 5 - 5  |
| 11    | 7 novembre  | Denver              | D 109-115      | Keldon Johnson (30)   | Charles Bassey (8)  | Jakob Pöltl (9)    | AT&T Center 11 574      | 5 - 6  |
| 12    | 9 novembre  | Memphis             | D 122-124 (OT) | Pöltl, Vassell (22)   | Jakob Pöltl (9)     | Tre Jones (11)     | AT&T Center 13 507      | 5 - 7  |
| 13    | 11 novembre | Milwaukee           | V 111-93       | Keldon Johnson (29)   | Charles Bassey (14) | Tre Jones (9)      | AT&T Center 15 642      | 6 - 7  |
| 14    | 14 novembre | @ Golden State      | D 95-132       | Keldon Johnson (15)   | Jakob Pöltl (10)    | Quatre joueurs (3) | Chase Center 18 064     | 6 - 8  |
| 15    | 15 novembre | @ Portland          | D 110-117      | Jakob Pöltl (31)      | Jakob Pöltl (14)    | Tre Jones (10)     | Moda Center 19 012      | 6 - 9  |
| 16    | 17 novembre | @ Sacramento        | D 112-130      | Devin Vassell (29)    | Jakob Pöltl (7)     | Jeremy Sochan (5)  | Golden 1 Center 16 522  | 6 - 10 |
| 17    | 19 novembre | @ L.A. Clippers     | D 97-119       | Jakob Pöltl (20)      | Charles Bassey (9)  | Tre Jones (10)     | Crypto.com Arena 18 581 | 6 - 11 |
| 18    | 20 novembre | @ L.A. Lakers       | D 92-123       | Devin Vassell (17)    | Charles Bassey (8)  | Charles Bassey (5) | Crypto.com Arena 18 211 | 6 - 12 |
| 19    | 23 novembre | La Nouvelle-Orléans | D 110-129      | Devin Vassell (26)    | Jakob Pöltl (14)    | Tre Jones (9)      | AT&T Center 14 947      | 6 - 13 |
| 20    | 25 novembre | L.A. Lakers         | D 94-105       | Tre Jones (19)        | Johnson, Sochan (9) | Jones, Sochan (5)  | AT&T Center 18 354      | 6 - 14 |
| 21    | 26 novembre | L.A. Lakers         | D 138-143      | Keldon Johnson (26)   | Keldon Johnson (10) | Tre Jones (13)     | AT&T Center 18 354      | 6 - 15 |
| 22    | 30 novembre | @ Oklahoma City     | D 111-119      | Devin Vassell (25)    | Romeo Langford (8)  | Keldon Johnson (6) | Paycom Center 15 605    | 6 - 16 |

| Match | Date match  | Équipe                | Score     | Meilleur marqueur    | Meilleur rebondeur  | Meilleur passeur    | Lieux Spectateurs             | Série   |
| ----- | ----------- | --------------------- | --------- | -------------------- | ------------------- | ------------------- | ----------------------------- | ------- |
| 23    | 2 décembre  | La Nouvelle-Orléans   | D 99-117  | Devin Vassell (25)   | Charles Bassey (9)  | Tre Jones (9)       | AT&T Center 17 202            | 6 - 17  |
| 24    | 4 décembre  | Phoenix               | D 95-133  | Keldon Johnson (27)  | Charles Bassey (7)  | Zach Collins (5)    | AT&T Center 16 409            | 6 - 18  |
| 25    | 8 décembre  | Houston               | V 118-109 | Keldon Johnson (32)  | Keldon Johnson (7)  | Jones, Langford (5) | AT&T Center 13 140            | 7 - 18  |
| 26    | 10 décembre | @ Miami               | V 115-111 | Keldon Johnson (21)  | Zach Collins (8)    | Josh Richardson (6) | FTX Arena 19 600              | 8 - 18  |
| 27    | 12 décembre | Cleveland             | V 112-111 | Josh Richardson (24) | Charles Bassey (11) | Collins, Jones (5)  | AT&T Center 13 434            | 9 - 18  |
| 28    | 14 décembre | Portland              | D 112-128 | Keldon Johnson (25)  | Gorgui Dieng (8)    | Tre Jones (6)       | AT&T Center 13 657            | 9 - 19  |
| 29    | 17 décembre | Miami                 | D 101-111 | Keldon Johnson (22)  | Jakob Pöltl (7)     | Tre Jones (9)       | Arena Ciudad de México 20 160 | 9 - 20  |
| 30    | 19 décembre | @ Houston             | V 124-105 | Devin Vassell (26)   | Collins, Sochan (7) | Tre Jones (8)       | Toyota Center 15 928          | 10 - 20 |
| 31    | 22 décembre | @ La Nouvelle-Orléans | D 117-126 | Jeremy Sochan (23)   | Sochan, Vassell (9) | Jeremy Sochan (6)   | Smoothie King Center 16 417   | 10 - 21 |
| 32    | 23 décembre | @ Orlando             | D 113-133 | Keldon Johnson (17)  | Jeremy Sochan (9)   | Tre Jones (8)       | Amway Center 18 425           | 10 - 22 |
| 33    | 26 décembre | Utah                  | V 126-122 | Devin Vassell (24)   | Jakob Pöltl (9)     | Devin Vassell (8)   | AT&T Center 16 351            | 11 - 22 |
| 34    | 27 décembre | @ Oklahoma City       | D 114-130 | Devin Vassell (20)   | Jeremy Sochan (9)   | Tre Jones (5)       | Paycom Center 16 229          | 11 - 23 |
| 35    | 29 décembre | New York              | V 122-115 | Keldon Johnson (30)  | Jakob Pöltl (12)    | Tre Jones (6)       | AT&T Center 18 354            | 12 - 23 |
| 36    | 31 décembre | Dallas                | D 125-126 | Keldon Johnson (30)  | Jakob Pöltl (15)    | Jones, Pöltl (6)    | AT&T Center 18 354            | 12 - 24 |

| Match | Date match | Équipe          | Score          | Meilleur marqueur   | Meilleur rebondeur  | Meilleur passeur   | Lieux Spectateurs            | Série   |
| ----- | ---------- | --------------- | -------------- | ------------------- | ------------------- | ------------------ | ---------------------------- | ------- |
| 37    | 2 janvier  | @ Brooklyn      | D 103-139      | Keldon Johnson (22) | Jakob Pöltl (11)    | Tre Jones (7)      | Barclays Center 18 224       | 12 - 25 |
| 38    | 4 janvier  | @ New York      | D 114-117      | Keldon Johnson (26) | Jakob Pöltl (8)     | Tre Jones (6)      | Madison Square Garden 19 812 | 12 - 26 |
| 39    | 6 janvier  | Détroit         | V 121-109      | Tre Jones (25)      | Jakob Pöltl (16)    | Jakob Pöltl (7)    | AT&T Center 13 107           | 13 - 26 |
| 40    | 7 janvier  | Boston          | D 116-121      | Trois joueurs (18)  | Zach Collins (12)   | Collins, Jones (5) | AT&T Center 18 354           | 13 - 27 |
| 41    | 9 janvier  | @ Memphis       | D 113-121      | Tre Jones (18)      | Jakob Pöltl (7)     | Tre Jones (7)      | FedExForum 16 013            | 13 - 28 |
| 42    | 11 janvier | @ Memphis       | D 129-135      | Keldon Johnson (24) | Collins, Pöltl (12) | Tre Jones (6)      | FedExForum 16 454            | 13 - 29 |
| 43    | 13 janvier | Golden State    | D 113-144      | Tre Jones (21)      | Jakob Pöltl (10)    | Trois joueurs (5)  | Alamodome 68 323             | 13 - 30 |
| 44    | 15 janvier | Sacramento      | D 119-132      | Jakob Pöltl (23)    | Jeremy Sochan (8)   | Tre Jones (8)      | AT&T Center 12 339           | 13 - 31 |
| 45    | 17 janvier | Brooklyn        | V 106-98       | Keldon Johnson (36) | Keldon Johnson (11) | Tre Jones (5)      | AT&T Center 12 339           | 14 - 31 |
| 46    | 20 janvier | L.A. Clippers   | D 126-131      | Keldon Johnson (23) | Trois joueurs (6)   | Tre Jones (8)      | AT&T Center 15 190           | 14 - 32 |
| 47    | 23 janvier | @ Portland      | D 127-147      | Keldon Johnson (20) | Jakob Pöltl (7)     | Tre Jones (7)      | Moda Center 17 874           | 14 - 33 |
| 48    | 25 janvier | @ L.A. Lakers   | D 104-113      | Keldon Johnson (25) | Jakob Pöltl (8)     | Tre Jones (6)      | Crypto.com Arena 17 955      | 14 - 34 |
| 49    | 26 janvier | @ L.A. Clippers | D 100-138      | Keldon Johnson (19) | Zach Collins (10)   | Tre Jones (4)      | Crypto.com Arena 16 958      | 14 - 35 |
| 50    | 28 janvier | Phoenix         | D 118-128 (OT) | Keldon Johnson (34) | Jakob Pöltl (13)    | Jakob Pöltl (6)    | AT&T Center 18 354           | 14 - 36 |
| 51    | 30 janvier | Washington      | D 106-127      | Keldon Johnson (26) | Zach Collins (11)   | Tre Jones (9)      | AT&T Center 11 970           | 14 - 37 |

| Match                  | Date match  | Équipe       | Score           | Meilleur marqueur    | Meilleur rebondeur  | Meilleur passeur     | Lieux Spectateurs                 | Série   |
| ---------------------- | ----------- | ------------ | --------------- | -------------------- | ------------------- | -------------------- | --------------------------------- | ------- |
| 52                     | 1er février | Sacramento   | D 109-119       | Malaki Branham (22)  | Jakob Pöltl (12)    | Branham, Johnson (5) | AT&T Center 13 207                | 14 - 38 |
| 53                     | 3 février   | Philadelphie | D 125-137       | Malaki Branham (26)  | Jakob Pöltl (10)    | Josh Richardson (7)  | AT&T Center 15 252                | 14 - 39 |
| 54                     | 6 février   | @ Chicago    | D 104-128       | Keldon Johnson (21)  | Jakob Pöltl (9)     | Branham, Pöltl (4)   | United Center 19 291              | 14 - 40 |
| 55                     | 8 février   | @ Toronto    | D 98-112        | Keldon Johnson (22)  | Trois joueurs (7)   | Blake Wesley (4)     | Scotiabank Arena 19 800           | 14 - 41 |
| 56                     | 10 février  | @ Détroit    | D 131-138 (2OT) | Devonte' Graham (31) | Zach Collins (11)   | Keita Bates-Diop (5) | Little Caesars Arena 17 899       | 14 - 42 |
| 57                     | 11 février  | @ Atlanta    | D 106-125       | Keldon Johnson (25)  | Jeremy Sochan (9)   | Jeremy Sochan (5)    | State Farm Arena 17 875           | 14 - 43 |
| 58                     | 13 février  | @ Cleveland  | D 109-117       | Keldon Johnson (25)  | Charles Bassey (8)  | Devonte' Graham (8)  | Rocket Mortgage FieldHouse 19 432 | 14 - 44 |
| 59                     | 15 février  | @ Charlotte  | D 110-120       | Malaki Branham (23)  | Zach Collins (12)   | Zach Collins (5)     | Spectrum Center 14 155            | 14 - 45 |
| NBA All-Star Game 2023 |             |              |                 |                      |                     |                      |                                   |         |
| 60                     | 23 février  | @ Dallas     | D 116-142       | Malaki Branham (23)  | Zach Collins (12)   | Keldon Johnson (7)   | American Airlines Center 20 287   | 14 - 46 |
| 61                     | 25 février  | @ Utah       | D 103-118       | Jeremy Sochan (22)   | Jeremy Sochan (7)   | Trois joueurs (4)    | Vivint Smart Home Arena 18 206    | 14 - 47 |
| 62                     | 28 février  | @ Utah       | V 102-94        | Keldon Johnson (25)  | Charles Bassey (10) | Jeremy Sochan (6)    | Vivint Smart Home Arena 18 206    | 15 - 47 |

| Match | Date match | Équipe                | Score          | Meilleur marqueur          | Meilleur rebondeur          | Meilleur passeur     | Lieux Spectateurs           | Série   |
| ----- | ---------- | --------------------- | -------------- | -------------------------- | --------------------------- | -------------------- | --------------------------- | ------- |
| 63    | 2 mars     | Indiana               | V 110-99       | Jeremy Sochan (22)         | Jeremy Sochan (13)          | Collins, Jones (5)   | AT&T Center 14 617          | 16 - 47 |
| 64    | 4 mars     | Houston               | D 110-122      | Devonte' Graham (28)       | Zach Collins (10)           | Keita Bates-Diop (6) | AT&T Center 18 354          | 16 - 48 |
| 65    | 5 mars     | @ Houston             | D 110-142      | Keita Bates-Diop (17)      | Malaki Branham (7)          | Johnson, Vassell (5) | Toyota Center 16 721        | 16 - 49 |
| 66    | 10 mars    | Denver                | V 128-120      | Keldon Johnson (23)        | Zach Collins (9)            | Tre Jones (8)        | AT&T Center 18 354          | 17 - 49 |
| 67    | 12 mars    | Oklahoma City         | D 90-102       | Zach Collins (23)          | Zach Collins (11)           | Blake Wesley (6)     | AT&T Center 17 314          | 17 - 50 |
| 68    | 14 mars    | Orlando               | V 132-114      | Jeremy Sochan (29)         | Jeremy Sochan (11)          | Devonte' Graham (9)  | AT&T Center 13 708          | 18 - 50 |
| 69    | 15 mars    | Dallas                | D 128-137 (OT) | Keldon Johnson (27)        | Keldon Johnson (8)          | Graham, Jones (5)    | AT&T Center 18 354          | 18 - 51 |
| 70    | 17 mars    | Memphis               | D 120-126 (OT) | Devin Vassell (25)         | Sandro Mamukelashvili (14)  | Tre Jones (9)        | AT&T Center 15 221          | 18 - 52 |
| 71    | 19 mars    | Atlanta               | V 126-118      | Johnson, Vassell (29)      | Keldon Johnson (12)         | Tre Jones (6)        | AT&T Center 16 311          | 19 - 52 |
| 72    | 21 mars    | @ La Nouvelle-Orléans | D 84-119       | Sandro Mamukelashvili (20) | Julian Champagnie (6)       | Tre Jones (8)        | Smoothie King Center 15 466 | 19 - 53 |
| 73    | 22 mars    | @ Milwaukee           | D 94-130       | Devin Vassell (16)         | Collins, Mamukelashvili (7) | Blake Wesley (6)     | Fiserv Forum 17 756         | 19 - 54 |
| 74    | 23 mars    | @ Washington          | D 124-136      | Keldon Johnson (30)        | Keldon Johnson (10)         | Tre Jones (12)       | Capital One Arena 17 004    | 19 - 55 |
| 75    | 26 mars    | @ Boston              | D 93-137       | Zach Collins (21)          | Zach Collins (7)            | Trois joueurs (4)    | TD Garden 19 156            | 19 - 56 |
| 76    | 29 mars    | Utah                  | D 117-128      | Malaki Branham (21)        | Collins, Mamukelashvili (8) | Graham, Jones (6)    | AT&T Center 18 354          | 19 - 57 |
| 77    | 31 mars    | @ Golden State        | D 115-130      | Keldon Johnson (22)        | Sandro Mamukelashvili (11)  | Tre Jones (6)        | Chase Center 18 064         | 19 - 58 |

| Match | Date match | Équipe       | Score          | Meilleur marqueur          | Meilleur rebondeur        | Meilleur passeur | Lieux Spectateurs               | Série   |
| ----- | ---------- | ------------ | -------------- | -------------------------- | ------------------------- | ---------------- | ------------------------------- | ------- |
| 78    | 2 avril    | @ Sacramento | V 142-134 (OT) | Doug McDermott (30)        | Barlow, Jones (10)        | Tre Jones (11)   | Golden 1 Center 18 183          | 20 - 58 |
| 79    | 4 avril    | @ Phoenix    | D 94-115       | Tre Jones (20)             | Sandro Mamukelashvili (8) | Tre Jones (9)    | Footprint Center 17 071         | 20 - 59 |
| 80    | 6 avril    | Portland     | V 129-127      | Keita Bates-Diop (25)      | Zach Collins (10)         | Tre Jones (10)   | Moody Center 16 023             | 21 - 59 |
| 81    | 8 avril    | Minnesota    | D 131-151      | Julian Champagnie (24)     | Tre Jones (10)            | Tre Jones (12)   | Moody Center 16 148             | 21 - 60 |
| 82    | 9 avril    | @ Dallas     | V 138-117      | Sandro Mamukelashvili (23) | Dominick Barlow (19)      | Blake Wesley (9) | American Airlines Center 20 141 | 22 - 60 |

### Confrontations en saison régulière
| Conférence Est      | Conférence Est                             | Conférence Est                             | Conférence Ouest                           | Conférence Ouest                           | Conférence Ouest                           | Conférence Ouest                           | Conférence Ouest                           |
| Division Atlantique | Division Atlantique                        | Division Atlantique                        | Division Nord-Ouest                        | Division Nord-Ouest                        | Division Nord-Ouest                        | Division Nord-Ouest                        | Division Nord-Ouest                        |
| Équipe              | Domicile                                   | Extérieur                                  | Équipe                                     | Domicile                                   | Domicile                                   | Extérieur                                  | Extérieur                                  |
| ------------------- | ------------------------------------------ | ------------------------------------------ | ------------------------------------------ | ------------------------------------------ | ------------------------------------------ | ------------------------------------------ | ------------------------------------------ |
| Boston              | 116-121                                    | 93-137                                     | Denver                                     | 109-115                                    | 128-120                                    | 101-126                                    |                                            |
| Brooklyn            | 106-98                                     | 103-139                                    | Minnesota                                  | 107-98                                     | 131-151                                    | 115-106                                    | 122-134                                    |
| New York            | 122-115                                    | 114-117                                    | Oklahoma City                              | 90-102                                     |                                            | 111-119                                    | 114-130                                    |
| Philadelphie        | 125-137                                    | 114-105                                    | Portland                                   | 112-128                                    | 129-127                                    | 110-117                                    | 127-147                                    |
| Toronto             | 100-143                                    | 98-112                                     | Utah                                       | 126-122                                    | 117-128                                    | 103-118                                    | 102-94                                     |
| Division            | 3-7 (Domicile : 2-3; Extérieur : 1-4)      | 3-7 (Domicile : 2-3; Extérieur : 1-4)      | Division                                   | 6-12 (Domicile : 4-5; Extérieur : 2-7)     | 6-12 (Domicile : 4-5; Extérieur : 2-7)     | 6-12 (Domicile : 4-5; Extérieur : 2-7)     | 6-12 (Domicile : 4-5; Extérieur : 2-7)     |
| Division Centrale   | Division Centrale                          | Division Centrale                          | Division Pacifique                         | Division Pacifique                         | Division Pacifique                         | Division Pacifique                         | Division Pacifique                         |
| Équipe              | Domicile                                   | Extérieur                                  | Équipe                                     | Domicile                                   | Domicile                                   | Extérieur                                  | Extérieur                                  |
| Chicago             | 129-124                                    | 104-128                                    | Golden State                               | 113-144                                    |                                            | 95-132                                     | 115-130                                    |
| Cleveland           | 112-111                                    | 109-117                                    | L.A. Clippers                              | 106-113                                    | 126-131                                    | 97-119                                     | 100-138                                    |
| Detroit             | 121-109                                    | 131-138 (2OT)                              | L.A. Lakers                                | 94-105                                     | 138-143                                    | 92-123                                     | 104-113                                    |
| Indiana             | 110-99                                     | 137-134                                    | Phoenix                                    | 95-133                                     | 118-128 (OT)                               | 94-115                                     |                                            |
| Milwaukee           | 111-93                                     | 94-130                                     | Sacramento                                 | 119-132                                    | 109-119                                    | 112-130                                    | 142-134 (OT)                               |
| Division            | 6-4 (Domicile : 5-0; Extérieur : 1-4)      | 6-4 (Domicile : 5-0; Extérieur : 1-4)      | Division                                   | 1-17 (Domicile : 0-9; Extérieur : 1-8)     | 1-17 (Domicile : 0-9; Extérieur : 1-8)     | 1-17 (Domicile : 0-9; Extérieur : 1-8)     | 1-17 (Domicile : 0-9; Extérieur : 1-8)     |
| Division Sud-Est    | Division Sud-Est                           | Division Sud-Est                           | Division Sud-Ouest                         | Division Sud-Ouest                         | Division Sud-Ouest                         | Division Sud-Ouest                         | Division Sud-Ouest                         |
| Équipe              | Domicile                                   | Extérieur                                  | Équipe                                     | Domicile                                   | Domicile                                   | Extérieur                                  | Extérieur                                  |
| Atlanta             | 126-118                                    | 106-125                                    | Dallas                                     | 125-126                                    | 128-137 (OT)                               | 116-142                                    | 138-117                                    |
| Charlotte           | 102-129                                    | 110-120                                    | Houston                                    | 118-109                                    | 110-122                                    | 124-105                                    | 110-142                                    |
| Miami               | 101-111                                    | 115-111                                    | Memphis                                    | 122-124 (OT)                               | 120-126 (OT)                               | 113-121                                    | 129-135                                    |
| Orlando             | 132-114                                    | 113-133                                    | New Orleans                                | 110-129                                    | 99-117                                     | 117-126                                    | 84-119                                     |
| Washington          | 106-127                                    | 124-136                                    |                                            |                                            |                                            |                                            |                                            |
| Division            | 3-7 (Domicile : 2-3; Extérieur : 1-4)      | 3-7 (Domicile : 2-3; Extérieur : 1-4)      | Division                                   | 3-13 (Domicile : 1-7; Extérieur : 2-6)     | 3-13 (Domicile : 1-7; Extérieur : 2-6)     | 3-13 (Domicile : 1-7; Extérieur : 2-6)     | 3-13 (Domicile : 1-7; Extérieur : 2-6)     |
| Conférence          | 12-18 (Domicile : 9-6; Extérieur : 3-12)   | 12-18 (Domicile : 9-6; Extérieur : 3-12)   | Conférence                                 | 10-41 (Domicile : 5-21; Extérieur : 5-21)  | 10-41 (Domicile : 5-21; Extérieur : 5-21)  | 10-41 (Domicile : 5-21; Extérieur : 5-21)  | 10-41 (Domicile : 5-21; Extérieur : 5-21)  |
| Total               | 22-60 (Domicile : 14-27; Extérieur : 8-33) | 22-60 (Domicile : 14-27; Extérieur : 8-33) | 22-60 (Domicile : 14-27; Extérieur : 8-33) | 22-60 (Domicile : 14-27; Extérieur : 8-33) | 22-60 (Domicile : 14-27; Extérieur : 8-33) | 22-60 (Domicile : 14-27; Extérieur : 8-33) | 22-60 (Domicile : 14-27; Extérieur : 8-33) |

## Classements
| Conférence Ouest | Conférence Ouest                     | Conférence Ouest | Conférence Ouest | Conférence Ouest | Conférence Ouest | Conférence Ouest | Conférence Ouest |
| No               | Franchise                            | Vic.             | Def.             | MJ               | V/D              | GB               |                  |
| ---------------- | ------------------------------------ | ---------------- | ---------------- | ---------------- | ---------------- | ---------------- | ---------------- |
| 1                | c - Nuggets de Denver                | 53               | 29               | 82               | .646             | -                |                  |
| 2                | y - Grizzlies de Memphis             | 51               | 31               | 82               | .622             | 2                |                  |
| 3                | y - Kings de Sacramento              | 48               | 34               | 82               | .585             | 5                |                  |
| 4                | x - Suns de Phoenix                  | 45               | 37               | 82               | .549             | 8                |                  |
| 5                | x - Clippers de Los Angeles          | 44               | 38               | 82               | .537             | 9                |                  |
| 6                | x - Warriors de Golden State         | 44               | 38               | 82               | .537             | 9                |                  |
|                  |                                      |                  |                  |                  |                  |                  |                  |
| 7                | x - Lakers de Los Angeles            | 43               | 39               | 82               | .524             | 10               |                  |
| 8                | x - Timberwolves du Minnesota        | 42               | 40               | 82               | .512             | 11               |                  |
| 9                | pi - Pelicans de La Nouvelle-Orléans | 42               | 40               | 82               | .512             | 11               |                  |
| 10               | pi - Thunder d'Oklahoma City         | 40               | 42               | 82               | .488             | 13               |                  |
|                  |                                      |                  |                  |                  |                  |                  |                  |
| 11               | o - Mavericks de Dallas              | 38               | 44               | 82               | .463             | 15               |                  |
| 12               | o - Jazz de l'Utah                   | 37               | 45               | 82               | .451             | 16               |                  |
| 13               | o - Trail Blazers de Portland        | 33               | 49               | 82               | .402             | 20               |                  |
| 14               | o - Rockets de Houston               | 22               | 60               | 82               | .268             | 31               |                  |
| 15               | o - Spurs de San Antonio             | 22               | 60               | 82               | .268             | 31               |                  |

| Division Sud-Ouest            | V  | D  | MJ | V/D  | GB | Dom   | Ext   | Div  |
| ----------------------------- | -- | -- | -- | ---- | -- | ----- | ----- | ---- |
| y - Grizzlies de Memphis      | 51 | 31 | 82 | .622 | –  | 35-6  | 16-25 | 13-3 |
| pi - Pelicans de Nlle-Orléans | 42 | 40 | 82 | .512 | 9  | 27-14 | 15-26 | 11-5 |
| o - Mavericks de Dallas       | 38 | 44 | 82 | .463 | 13 | 23-18 | 15-26 | 9-7  |
| o - Rockets de Houston        | 22 | 60 | 82 | .268 | 29 | 14-27 | 8-33  | 4-12 |
| o - Spurs de San Antonio      | 22 | 60 | 82 | .268 | 29 | 14-27 | 8-33  | 3-13 |